# Nicolás Bonanno
Nicolás Bonanno (* 18. November 1991 in Marcos Paz) ist ein argentinischer Handballspieler.

## Karriere

### Verein
Der 1,98 m große linke Rückraumspieler spielte in seiner Heimat für AUXH Merlo und SAG Villa Ballester, bevor er im Sommer 2016 nach Spanien wechselte. In der ersten spanischen Liga, der Liga Asobal, lief er für Club Balonmano Huesca, Club Balonmano Granollers, Club Deportivo Bidasoa und seit 2021 für Helvetia Anaitasuna auf. 2024 wechselt er zum Ligakonkurrenten Club Balonmano Nava.
Mit Bidasoa nahm er an der EHF European League 2020/21 teil.

### Nationalmannschaft
Mit der argentinischen Nationalmannschaft gewann Bonanno die Goldmedaille bei der Panamerikameisterschaft 2018, bei den Panamerikanischen Spielen 2019, bei der Süd- und zentralamerikanischen Meisterschaft 2020, bei den Südamerikaspielen 2022 und bei den Panamerikanischen Spielen 2023 sowie die Silbermedaille bei der Süd- und zentralamerikanischen Meisterschaft 2022 und bei den Südamerikaspielen 2014 und 2018.
Außerdem nahm er an den Olympischen Spielen 2020 sowie den Weltmeisterschaften 2019, 2021 und 2023 teil.